# Święty Kamień (powiat kętrzyński)
Święty Kamień (niem. Heiligenstein) – osada w Polsce, położona w województwie warmińsko-mazurskim, w powiecie kętrzyńskim, w gminie Barciany.
| SIMC    | Nazwa    | Rodzaj     |
| ------- | -------- | ---------- |
| 0469636 | Sławosze | przysiółek |

W latach 1975–1998 osada administracyjnie należała do województwa olsztyńskiego.